# Zasulauks
Zasulauks es un barrio de la ciudad de Riga, Letonia.

## Superficie
Posee una superficie de 1,190 kilómetros cuadrados (119 hectáreas).

## Población
Hasta 2021 presentaba una población de 6450 habitantes, con una densidad de población de 5420,16 habitantes por kilómetro cuadrado.

## Transporte

### Rutas
- Autobús: 4, 21, 30, 37, 38, 39, 41, 46, 54.[1]
- Trolebús: 9, 25.[1]
- Tranvía: 2.[1]
- Autobús expreso: 336, 370.[1]